# Kopenhagen (gemeente)
De gemeente Kopenhagen (Deens: Københavns Kommune) is qua inwonertal (632.340 in 2020) de grootste gemeente van Denemarken.
De gemeente omvat het centrale deel van de hoofdstad van het land, Kopenhagen inclusief het eiland Amager, maar exclusief de gemeente Frederiksberg, die als enclave omringd wordt door de gemeente Kopenhagen. Na decennia van stagnerende bevolkingsgroei is het aantal inwoners sinds 2008 weer toegenomen. De gemeente heeft circa 50.000 ambtenaren in dienst en is daarmee de op een na grootste werkgever; alleen de Deense staatsoverheid heeft meer werknemers. Het totale gemeentelijke budget bedroeg in 2010 31,5 miljard DKK (ca. 4,2 miljard euro).
Bij de gemeentelijke herindeling van 2007 bleef de gemeente zelfstandig, maar zij maakt sindsdien deel uit van de region Hovedstaden. Zij is ook geen 'amt' (provincie) meer, aangezien de Deense 'amter' bij de herindeling zijn vervangen door vijf regio's.

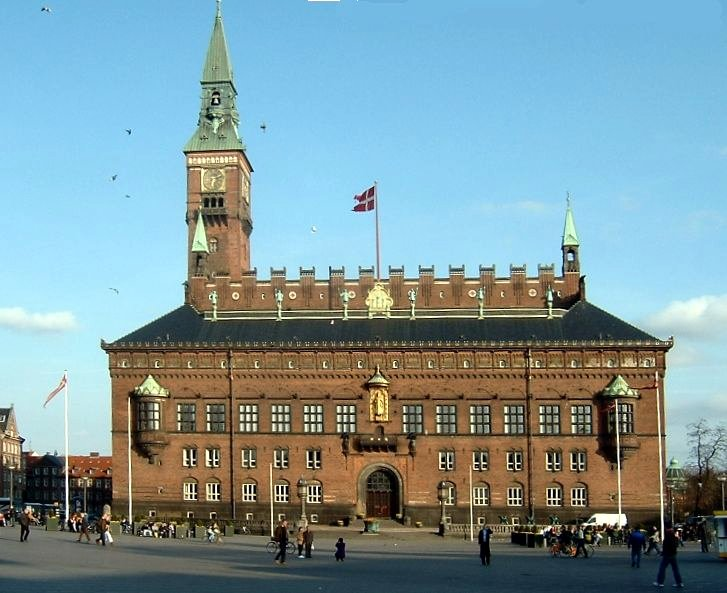
Stadhuis van Kopenhagen (Københavns Rådhus).

## Geografische en functionele indeling
Kopenhagen is administratief verdeeld in tien wijken. Er waren eerst vijftien wijken, maar die zijn tussen 2006 en 2008 teruggebracht naar tien.
| Geografische indeling - Amager Øst - Amager Vest - Brønshøj-Husum - Indre By (Inclusief Christianshavn) - Bispebjerg - Nørrebro - Østerbro - Valby - Vanløse - Vesterbro/Kongens Enghave | De functionele indeling - Brønshøj - Christianshavn - Indre By - Nørrebro - Østerbro - Sundby - Valby - Vanløse - Vesterbro |

## Gemeentebestuur
Kopenhagen wordt bestuurd door zeven raadscommissies, waarvan de raadscommissie Financiën ('økonomiudvalget') de belangrijkste is. Deze heeft een coördinerende functie en bestaat uit de voorzitters van de zes overige raadscommissies (die tevens in de gemeenteraad zitten), zes gemeenteraadsleden en de burgemeester, die ook het voorzitterschap bekleedt. De gemeenteraad ('Borgerrepræsentationen') controleert het bestuur en stemt over politieke kwesties. Borgerrepræsentationen is in 1840 door koning Christian VII ingesteld en bestond eerst uit 36 leden. Dit aantal is later verhoogd tot 55 (alle andere gemeenteraden in Denemarken hebben maximaal 31 leden).
Kenmerkend voor Kopenhagen is dat de burgemeester er overborgmester (in het Nederlands: hoofdburgemeester) wordt genoemd, terwijl de voorzitters van de raadscommissies, van wie de functie vergelijkbaar is met die van een Nederlandse wethouder of een Vlaamse schepen, er borgmestre (burgemeesters) heten.
De zeven burgemeesters (voorzitters van raadscommissies) zijn:
- Financiën: Sophie Hæstorp Andersen (Socialdemokraterne)
- Techniek en Milieu: Line Barfod (Enhedslisten)
- Cultuur en Recreatie: Mia Nyegaard (Det Radikale Venstre)
- Kinderen en Jongeren: Jakob Næsager (Det Konservative Folkeparti)
- Gezondheid en Zorg: Sisse Marie Welling (Socialistisk Folkeparti)
- Sociale Zaken: Karina Vestergård Madsen (Enhedslisten)
- Werkgelegenheid en Integratie: Jens-Kristian Lütken (Venstre).

Stadsdelen in de gemeente Kopenhagen 2007-heden:
A: Indre By
B: Østerbro
C: Nørrebro
D: Bispebjerg
E: Brønshøj-Husum
F: Vanløse
G: Valby
H: Vesterbro/Kongens Enghave
I: Amager Vest
J: Amager Øst

| Aangrenzende gemeenten | Aangrenzende gemeenten | Aangrenzende gemeenten | Aangrenzende gemeenten | Aangrenzende gemeenten |
| ---------------------- | ---------------------- | ---------------------- | ---------------------- | ---------------------- |
| Herlev                 |                        | Gladsaxe Gentofte      |                        | Øresund Kävlinge       |
|                        |                        |                        |                        |                        |
| Rødovre Hvidovre       | Øresund Lomma          |                        |                        |                        |
|                        |                        |                        |                        |                        |
| Hvidovre               |                        | Tårnby                 |                        | Tårnby Øresund Malmö   |

### Overborgmester
| Van              | Tot              | Burgemeester            | Partij             |
| ---------------- | ---------------- | ----------------------- | ------------------ |
| 1 april 1938     | 25 april 1946    | Viggo Christensen       | Socialdemokraterne |
| 25 april 1946    | 31 mei 1956      | H.P. Sørensen           | Socialdemokraterne |
| 1 juni 1956      | 26 april 1962    | Sigvard Munk            | Socialdemokraterne |
| 26 april 1962    | 31 maart 1976    | Urban Hansen            | Socialdemokraterne |
| 1 april 1976     | 14 februari 1989 | Egon Weidekamp          | Socialdemokraterne |
| 15 februari 1989 | 24 oktober 2004  | Jens Kramer Mikkelsen   | Socialdemokraterne |
| 27 oktober 2004  | 31 december 2005 | Lars Engberg            | Socialdemokraterne |
| 1 januari 2006   | 31 december 2009 | Ritt Bjerregaard        | Socialdemokraterne |
| 1 januari 2010   | 19 oktober 2020  | Frank Jensen            | Socialdemokraterne |
| 19 oktober 2020  | 31 december 2021 | Lars Weiss              | Socialdemokraterne |
| 1 januari 2022   | huidig           | Sophie Hæstorp Andersen | Socialdemokraterne |

### Bestuurders sinds 2006

#### Financiën
- (valt onder de overborgmester[5])

| Van             | Tot              | Burgemeester            | Partij             |
| --------------- | ---------------- | ----------------------- | ------------------ |
| 1 januari 2006  | 31 december 2009 | Ritt Bjerregaard        | Socialdemokraterne |
| 1 januari 2010  | 19 oktober 2020  | Frank Jensen            | Socialdemokraterne |
| 19 oktober 2020 | 31 december 2021 | Lars Weiss              | Socialdemokraterne |
| 1 januari 2022  | huidig           | Sophie Hæstorp Andersen | Socialdemokraterne |

#### Cultuur en Recreatie
| Van             | Tot              | Borgmester             | Partij               |
| --------------- | ---------------- | ---------------------- | -------------------- |
| 1 januari 2006  | 31 december 2007 | Martin Geertsen        | Venstre              |
| 1 januari 2008  | 31 december 2013 | Pia Allerslev          | Venstre              |
| 1 januari 2014  | 31 december 2017 | Carl Christian Ebbesen | Dansk Folkeparti     |
| 1 januari 2018  | 28 oktober 2018  | Niko Grünfeld          | Alternativet         |
| 28 oktober 2018 | 31 december 2021 | Franciska Rosenkilde   | Alternativet         |
| 1 januari 2022  | huidig           | Mia Nyegaard           | Det Radikale Venstre |

#### Kinderen en Jongeren
| Van             | Tot              | Borgmester          | Partij                      |
| --------------- | ---------------- | ------------------- | --------------------------- |
| 1 januari 2006  | 31 december 2009 | Bo Asmus Kjeldgaard | Socialistisk Folkeparti     |
| 1 januari 2010  | 1 augustus 2013  | Anne Vang           | Socialdemokraterne          |
| 1 augustus 2013 | 31 december 2013 | Jesper Christensen  | Socialdemokraterne          |
| 1 januari 2014  | 31 december 2017 | Pia Allerslev       | Venstre                     |
| 1 januari 2018  | 31 december 2021 | Jesper Christensen  | Socialdemokraterne          |
| 1 januari 2022  | huidig           | Jakob Næsager       | Det Konservative Folkeparti |

#### Gezondheid en Zorg
| Van            | Tot              | Borgmester          | Partij                      |
| -------------- | ---------------- | ------------------- | --------------------------- |
| 1 januari 2006 | 31 december 2009 | Mogens Lønborg      | Det Konservative Folkeparti |
| 1 januari 2010 | 31 december 2017 | Ninna Thomsen       | Socialistisk Folkeparti     |
| 1 januari 2018 | huidig           | Sisse Marie Welling | Socialistisk Folkeparti     |

#### Sociale Zaken
| Van            | Tot              | Borgmester               | Partij               |
| -------------- | ---------------- | ------------------------ | -------------------- |
| 1 januari 2006 | 31 december 2013 | Mikkel Warming           | Enhedslisten         |
| 1 januari 2014 | 31 december 2017 | Jesper Christensen       | Socialdemokraterne   |
| 1 januari 2018 | 31 december 2021 | Mia Nyegaard             | Det Radikale Venstre |
| 1 januari 2022 | huidig           | Karina Vestergård Madsen | Enhedslisten         |

#### Techniek en Milieu
| Van            | Tot              | Borgmester           | Partij                  |
| -------------- | ---------------- | -------------------- | ----------------------- |
| 1 januari 2006 | 31 december 2009 | Klaus Bondam         | Det Radikale Venstre    |
| 1 januari 2010 | 25 mei 2011      | Bo Asmus Kjeldgaard  | Socialistisk Folkeparti |
| 25 mei 2011    | 31 december 2013 | Ayfer Baykal         | Socialistisk Folkeparti |
| 1 januari 2014 | 31 december 2017 | Morten Kabell        | Enhedslisten            |
| 1 januari 2018 | 31 december 2021 | Ninna Hedeager Olsen | Enhedslisten            |
| 1 januari 2022 | huidig           | Line Barfod          | Enhedslisten            |

#### Werkgelegenheid en Integratie
| Van             | Tot              | Borgmester                | Partij               |
| --------------- | ---------------- | ------------------------- | -------------------- |
| 1 januari 2006  | 31 december 2009 | Jakob Hougaard            | Socialdemokraterne   |
| 1 januari 2010  | 31 december 2010 | Klaus Bondam              | Det Radikale Venstre |
| 1 januari 2011  | 25 oktober 2017  | Anna Mee Allerslev        | Det Radikale Venstre |
| 25 oktober 2017 | 31 december 2017 | Mia Nyegaard              | Det Radikale Venstre |
| 1 januari 2018  | 15 maart 2022    | Cecilia Lonning-Skovgaard | Venstre              |
| 15 maart 2022   | huidig           | Jens-Kristian Lütken      | Venstre              |

## Bevolkingsgroei

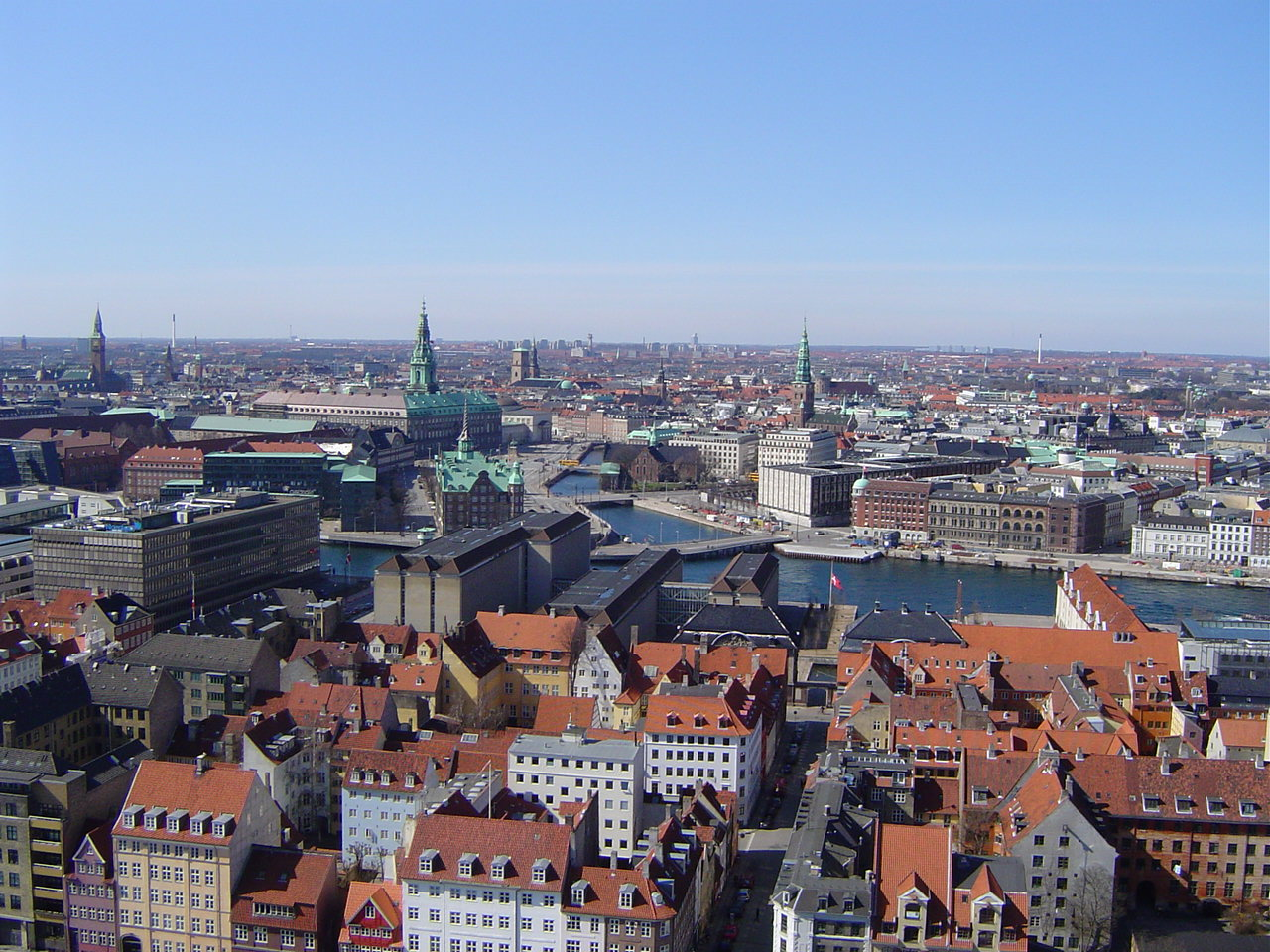
Uitzicht over de binnenstad van Kopenhagen

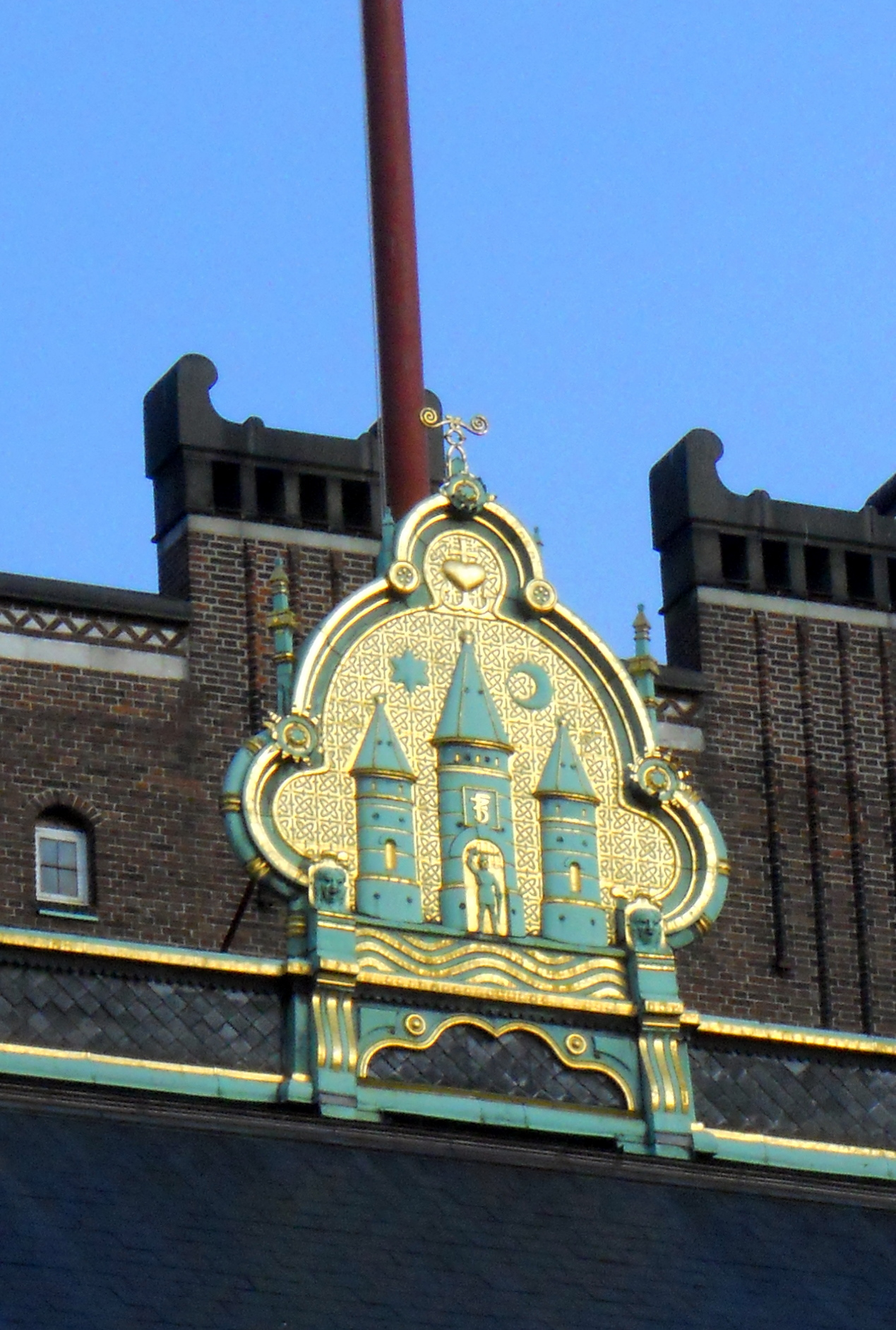
Wapen van Kopenhagen

| Datum                         | Jaar | Inwoners    |
| ----------------------------- | ---- | ----------- |
|                               | 1450 | ca. 4–5.000 |
|                               | 1500 | ca. 10.000  |
|                               | 1650 | ca. 30.000  |
|                               | 1700 | ca. 65.000  |
| 15 januari                    | 1769 | 80.000      |
| 1 juli                        | 1787 | 90.032      |
| 1 februari                    | 1801 | 100.975     |
| 1 februari                    | 1840 | 120.819     |
| 1 februari                    | 1850 | 129.695     |
| 1 februari                    | 1860 | 155.143     |
| 1 februari                    | 1870 | 181.291     |
| 1 februari                    | 1880 | 234.850     |
| 1 februari                    | 1890 | 312.859     |
| 1 februari (voor aanhechting) | 1901 | 360.787     |
| 1 februari (na aanhechting)   | 1901 | 400.575     |
| 1 februari                    | 1911 | 462.161     |
| 1 februari                    | 1921 | 561.344     |
| 5 november                    | 1930 | 617.069     |
| 5 november                    | 1940 | 700.465     |
| 7 november                    | 1950 | 768.105     |
| 26 september                  | 1960 | 721.381     |
| 9 november                    | 1970 | 622.773     |

| Jaar | Inwoners |
| ---- | -------- |
| 1971 | 625.671  |
| 1972 | 610.985  |
| 1973 | 595.751  |
| 1974 | 576.030  |
| 1975 | 562.405  |
| 1976 | 545.350  |
| 1977 | 529.154  |
| 1978 | 515.594  |
| 1979 | 505.974  |
| 1980 | 498.850  |
| 1981 | 493.771  |
| 1982 | 490.597  |
| 1983 | 486.593  |
| 1984 | 482.937  |
| 1985 | 478.615  |
| 1986 | 473.000  |
| 1987 | 469.706  |
| 1988 | 468.704  |
| 1989 | 467.850  |
| 1990 | 466.723  |
| 1991 | 464.773  |
| 1992 | 464.566  |
| 1993 | 466.129  |

| Jaar | Inwoners |
| ---- | -------- |
| 1994 | 467.253  |
| 1995 | 471.300  |
| 1996 | 476.751  |
| 1997 | 483.658  |
| 1998 | 487.969  |
| 1999 | 491.082  |
| 2000 | 495.699  |
| 2001 | 499.148  |
| 2002 | 500.531  |
| 2003 | 501.285  |
| 2004 | 501.664  |
| 2005 | 502.362  |
| 2006 | 501.158  |
| 2007 | 503.699  |
| 2008 | 509.861  |
| 2009 | 518.574  |
| 2010 | 528.208  |
| 2011 | 539.542  |

## Bezienswaardigheden
- Amager Strandpark
- Christiania (Vrijstaat met zelfbestuur)
- Fælledparken
- Femøren (muziek)
- Islands Brygge
- Kalvebod Fælled
- Kastrup Fort - een deel van het Vestingswerk van Kopenhagen.
- Latinerkvarteret in Indre By
- Tivoli
- Tiøren

## Galerij

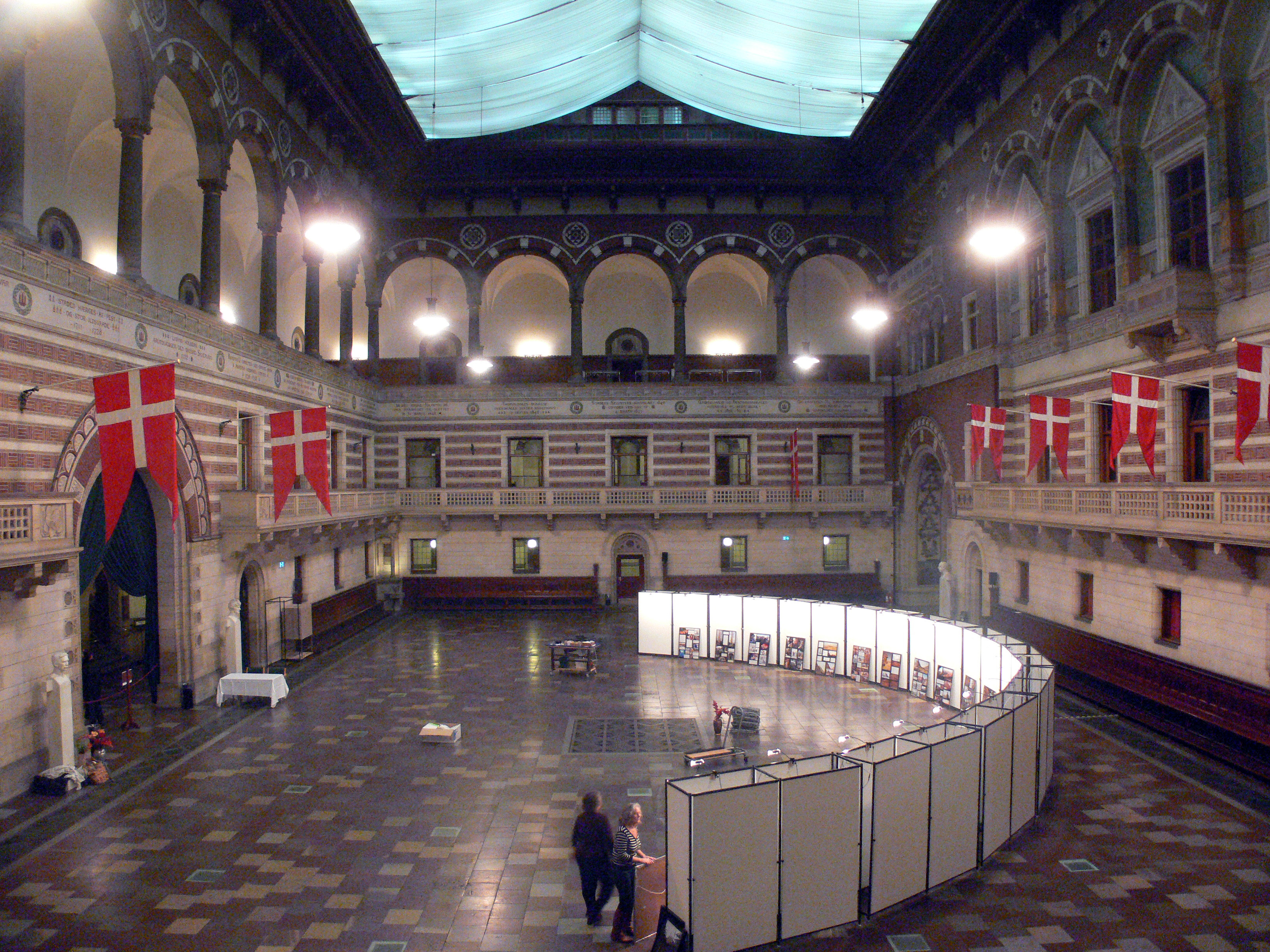
Interieur van het stadhuis van Kopenhagen.
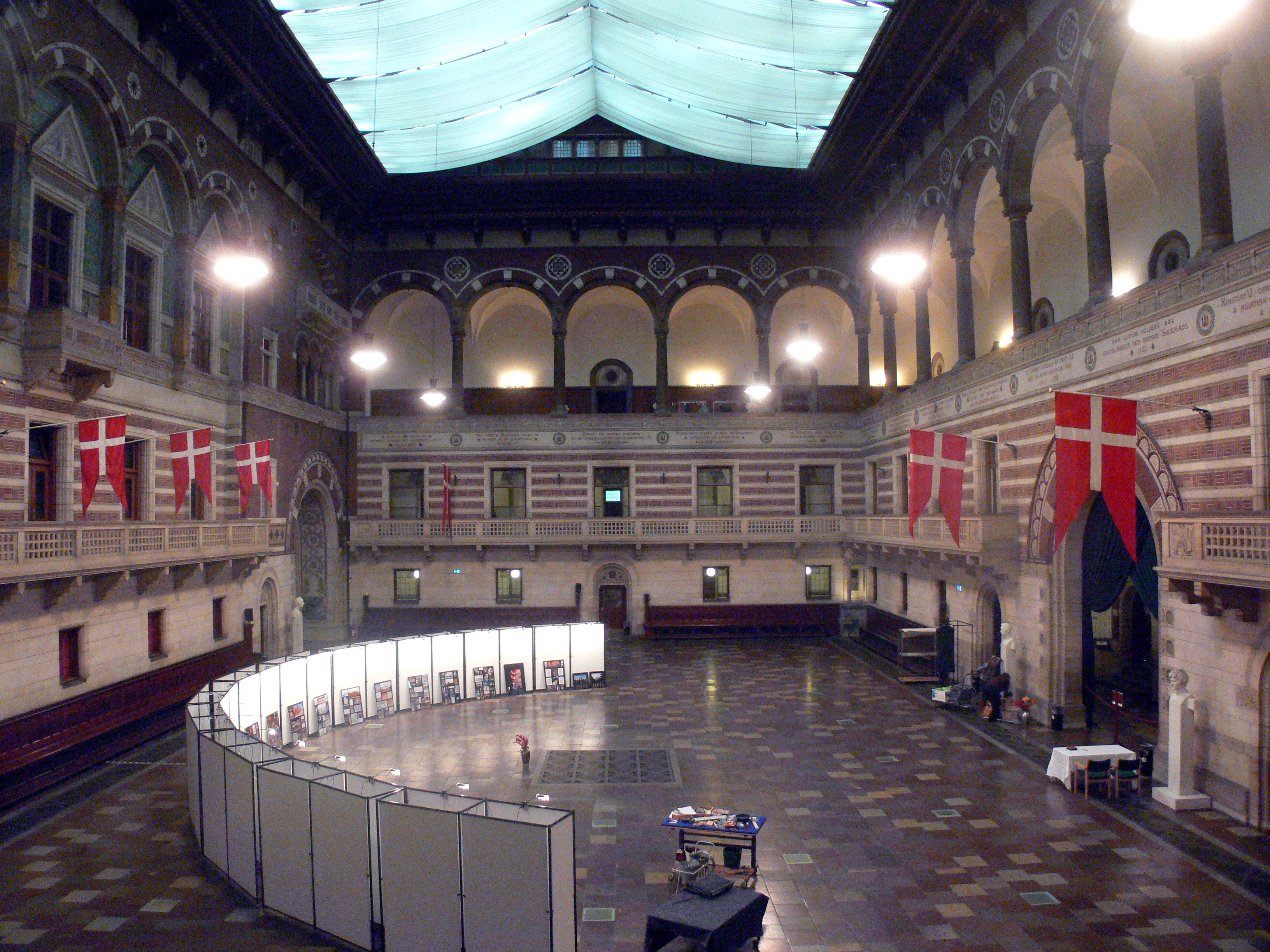
Interieur van het stadhuis.
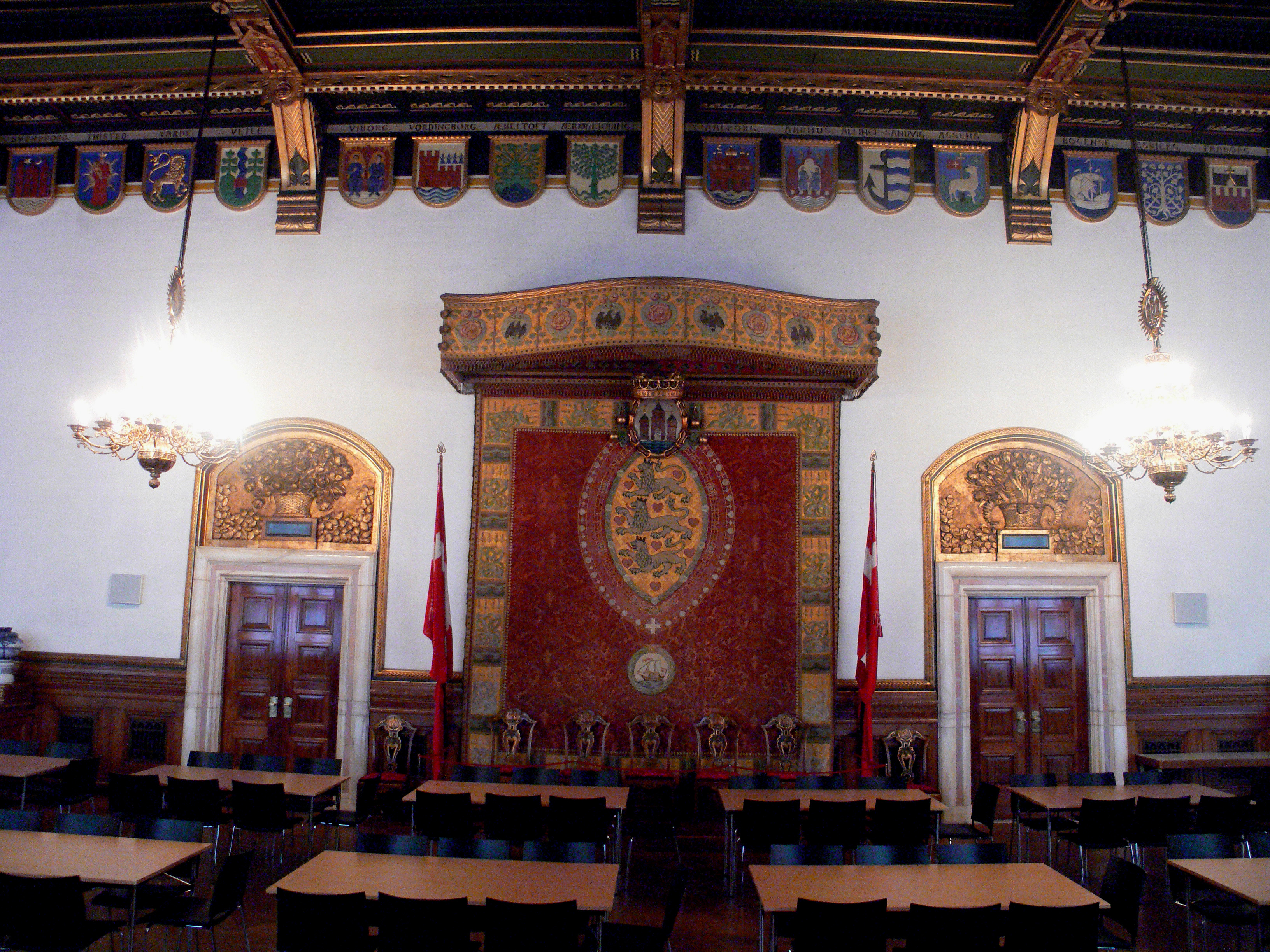
Interieur van het stadhuis.
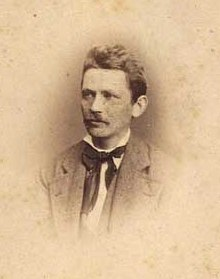
Martin Nyrop, architect van het stadhuis.
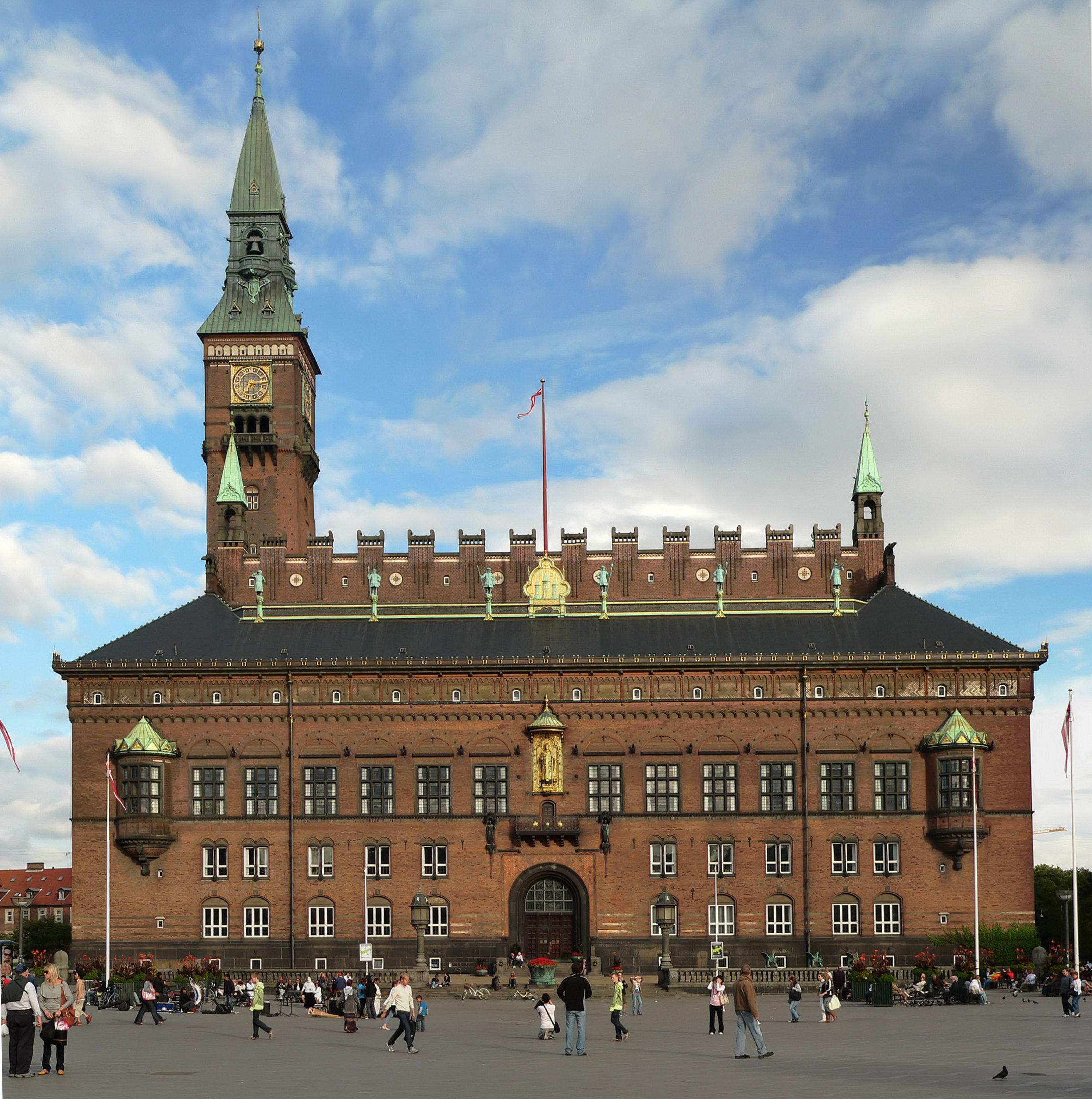
Buitenaanzicht van het stadhuis.
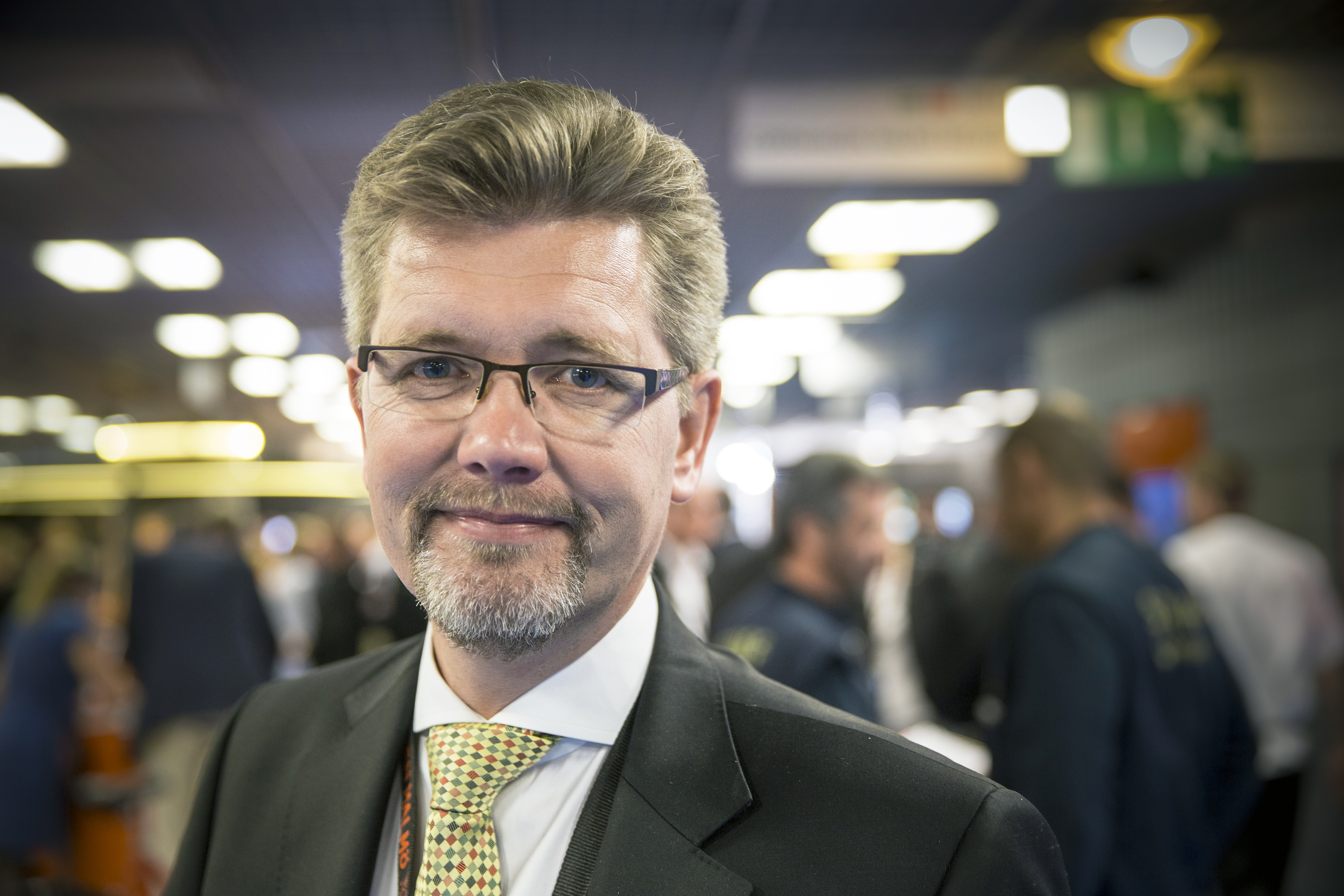
Voormalig 'Overborgmester' Frank Jensen.

Albertslund · Allerød · Ballerup · Bornholm · Brøndby · Dragør · Egedal · Fredensborg · Frederiksberg · Frederikssund · Furesø · Gentofte · Gladsaxe · Glostrup · Gribskov · Halsnæs · Helsingør · Herlev · Hillerød · Høje-Taastrup · Hørsholm · Hvidovre · Ishøj · København · Lyngby-Taarbæk · Rødovre · Rudersdal · Tårnby · Vallensbæk
- International Standard Name Identifier: 0000 0004 0417 2723
- MusicBrainz: c2edb754-82d7-4a03-a1be-8c20a829f1e1
- Virtual International Authority File: 7475148997656459870002
- WorldCat: E39PBJdh4Vq9cwVwcFy66RKjmd